# Unilever
Unilever er en industrikoncern, som dannedes i 1929, da den hollandske margarineproducent Margarine Unie og den britiske sæbefabrik Lever Brothers gik sammen. I dag er Unilever en af verdens største producenter af dagligvarer, især fødevarer, vaskemidler og hygiejneartikler, og den beskæftiger fra hovedsæderne i Rotterdam og London mere end 174.000 medarbejdere fordelt på 100 lande.
I Danmark er Unilever bl.a. kendt for sin deltagelse i margarinekrigen i 1970'erne og 1980'erne, som selskabet gik ud af som sejrherre. Selskabet overtog Solofabrikken og Korsør Margarinefabrik i 1930'erne, varemærker og aktiviteter fra Otto Mønsted A/S i 1970'erne og Margarinefabrikken Alfa i 1991.

## Varemærker
Unilever har ca. 400 varemærker. Nogle mærker benyttes globalt eller regionalt og en række mærker benyttes lokalt.

### Fødevarer
Ades, Becel, Bertolli, Best Foods, Birds Eye, Blue Band, Boursin cheese, Brooke Bond, Calvé, Colman's, Findus, Hellmann's, Iglo, Imperial, Knorr, Lawry's and Adolph's, Lipton, Lätta, Marmite, Milda, O'hoj, PG Tips, Pot Noodle, Ragu, Skippy, Slotts, Slim Fast, Unox

#### Is
Unilever driver et antal isfirmaer i forskellige lande. Isfirmaerne har et fælles hjerteformet logo og har med få undtagelser samme vareudbud, deriblandt Magnum og Carte D’Or. Unilevers konsumis-division i Danmark hedder Frisko. Udenfor Danmark sælges konsumis under følgende navne:
- Algida (Tyrkiet, Grækenland, Italien, Polen, Letland, Ungarn)
- Bresler (Chile)
- Eskimo (Tjekkiet, Østrig)
- Frigo (Spanien)
- GB Glace (Sverige)
- Good Humor (USA)
- HB (Irland)
- Hertog Ola (Nederland)
- Hollanda (Mexico)
- Kibon (Brasilien)
- Langnese (Tyskland)
- Lusso (Schweiz)
- Miko (Frankrig)
- Ola (Belgien, Portugal, Sydafrika)
- Selecta (Filippinerne)
- Streets (Australien)
- Tio Rico (Venezuela)
- Wall's (Storbritannien, dele af Asien)

Desuden markedsføres Ben & Jerry's i mange lande som et selvstændigt mærke.

### Husholdnings- og hygiejneprodukter
Axe, Cif, Comfort, Dove, Hindustan Lever Limited, Impulse, Neutral, Omo, Rexona, Lux, Pepsodent, Persil, Pond's Creams, Rinso, Signal, Suave, Sunsilk, Surf, Valentino perfumes, Vaseline, Via.
Eksempler på nogle af Unilevers mærker